# Siprunsaari
Siprunsaari är en ö i Finland. Den ligger i sjön Siprunjärvi och i kommunen Kuusamo i den ekonomiska regionen  Koillismaa ekonomiska region  och landskapet Norra Österbotten, i den nordöstra delen av landet, 700 km norr om huvudstaden Helsingfors. Öns största längd är 110 meter i öst-västlig riktning.